# سام هيلي
سام هيلي (بالإنجليزية: Sam Healy)‏ هي ممثلة أسترالية، ولدت في 15 يونيو 1976 في روكامبتون في أستراليا.

## وصلات خارجية
- سام هيلي على موقع IMDb (الإنجليزية)
- سام هيلي على موقع قاعدة بيانات الفيلم (الإنجليزية)